# Phrygile à dos roux
Idiopsar dorsalis
Pour les articles homonymes, voir Phrygile.
Espèce
Statut de conservation UICN

 LC  : Préoccupation mineure
Le Phrygile à dos roux (Idiopsar dorsalis) est une espèce de passereaux appartenant à la famille des Thraupidae.

## Répartition
Cet oiseau vit à travers la puna du sud de la Bolivie et nord du Chili et de l'Argentine).